# Vzpomínky na Afriku
Vzpomínky na Afriku (v anglickém originále Out of Africa) je americký film z roku 1985 režírovaný Sydney Pollackem, který získal sedm Oscarů. Film byl natočen podle stejnojmenné autobiografické knihy Karen Blixenová Vzpomínky na Afriku vydané v roce 1937.

## Námět
Stejnojmenná kniha (dříve vydaná pod názvem Farma v Africe) obsahuje jen některé příběhy a motivy a je spíš volnou mozaikou úvah a vzpomínek. Jak výstižně uvádí Sydney Pollack, nachází velké pravdy v malých detailech, ale je obtížné ji převést do filmového příběhu.
Pokusů o scénář proto vzniklo již dříve několik a scénář realizovaného filmu je syntézou životopisných údajů především z knihy Judith Thurman - Isak Dinesen: The Life of a Storyteller (1983), motivů z knižní předlohy i nápadů z předchozích verzí scénáře - např. scéna, kdy se Karen dozví o Denisově smrti.

## Děj Filmu
Karen, dánská baronka, utrpí ponížení jako podváděná milenka Hanse Blixena bez vidiny sňatku a navrhne bratru svého milence Broru Blixenovi, aby si ji vzal pro peníze a zmizeli spolu na jiný konec světa. Bror odjíždí do Afriky, aby tam za prostředky její rodiny vybudoval mléčnou farmu. Karen za ním přijíždí později vybavena spoustou věcí, na kterých lpí. Na cestě vlakem z přístavu v Mombase do Nairobi potkává krátce Angličana Denise Finch-Hattona, který tou dobou obchoduje se slonovinou. V Nairobi zjišťuje, že Bror namísto hovězí farmy založil kávovou plantáž. Vzhledem k velké nadmořské výšce to nebyl úplně dobrý nápad. Narychlo probíhá svatba a Karen se seznamuje se svým novým domovem.
Bror se ale farmě příliš nevěnuje a odjíždí na mnoho týdnů na loveckou výpravu. 
Karen se snaží farmu řídit a zvelebovat, seznamuje se s okolím. Na vyjížďce ji překvapí lvice. Denis, který se k tomu náhodně připlete, lvici navzdory Kareniným prosbám nezastřelí, a ta nakonec odchází.
Karen se spřátelí s Denisem Finch-Hattonem a jeho kamarádem Berkeley Colem. Spřádá pro ně vyprávění poutavých příběhů z jejich stručných zadání a oni jí na oplátku zpívají. Denis daruje Karen zlaté pero, aby příběhy někdy zapsala.
Vypuká první světová válka, která zuří i v Africe, protože několik sousedních kolonií je německých. Karen se rozhodne, že s malým domorodým doprovodem doveze Brorovi a jeho jednotce zásoby. Cestou v divočině potkává Denise, který jí namísto peskování daruje kompas. Karen šťastně doputuje na místo určení, ale při setkání s Brorem se nakazí syfilidou. Když onemocní, odjíždí na léčení do Dánska, tehdy novým preparátem Salvarsanem. Vrací se vyléčená, ale bez možnosti mít děti. Při odjezdu z novoročního večírku nachází na zadním sedadle auta cizí dámské spodní prádlo a s manželem se definitivě rozchází, i když se na konci filmu diví, jak dokázali zůstat přáteli. 
Berkeley Cole se nakazí nevyléčitelnou tropickou chorobou a Denis prožívá kulturní šok, když zjistí, že Berkeley žije se Somálkou. Ta sleduje jeho pohřeb z povzdálí. Karen s ní pociťuje spřízněnost údělem.
Karen zakládá školu a učí domorodce číst a psát anglicky, na což se Denis dívá kriticky. Později pochopí, že je to náhrada za možnost vychovávat vlastní děti.
Denis se nyní věnuje lovu, průvodcovství bohatých cizinců na safari, ale také ochraně přírody. Bere Karen několikrát s sebou, aby jí ukázal krásu africké divočiny. Pořídí si letadlo a naučí se v něm létat. Výlet s Karen nad africkou krajinou včetně kráteru Ngorongo je jednou z klíčových scén filmu. Postupně se Denis s Karen sblíží, ale jejich vztah nakonec narazí na rozpor mezi Denisovou svobodomyslností a Kareninou tendencí vlastnit. 
Bror si od Karen dál půjčuje peníze, ale farma je před krachem. Požár, který zničí vybavení i nejlepší úrodu kávy, urychlí její konec. Karen rozprodává farmu i předměty, na kterých tak lpěla, ale napírá ještě své úsilí k tomu, aby Kikujům, kteří žijí na pozemcích farmy, byla dána jiná půda k životu. Padá na kolena před novým guvernérem a nachází nečekaného spojence v jeho manželce. Jako už několikrát se náhle zjevuje Denis, aby ji podpořil.
Při návštěvě v prázdném domě Denis začíná chápat Karenin postoj, ale je příliš pozdě. Slibuje jí rozloučení a svezení letadlem do Mombasy.
Když Karen čeká na Denise, přichází namísto něj Bror a sděluje jí, že Denis zahynul při zřícení a požáru letadla.
Denisův pohřeb se koná na návrší Ngongských vrchů, kde spolu s Karen seděli při jednom ze setkání. Hrst hlíny, kterou se chystá hodit do hrobu, si Karen nakonec nasype do vlasů po způsobu domorodých žen.
Členové pánského klubu, kteří ji při prvním setkání vyhodili, ji nyní zvou na drink a vzdávají jí čest. 
Karen daruje Denisův kompas černému sluhovi Farahovi a odjíždí do Dánska, aby se do Afriky už nikdy nevrátila.
Karen se z dopisu dozvídá, že Denisův hrob často navštěvují lvi, kteří tam tráví dlouhé hodiny a mají krásný rozhled po kraji. Umiňuje si, že mu to musí sdělit, až se znovu setkají.

## Zvláštnosti obsazení
Meryl Streepová mluví ve filmu výrazným akcentem, protože hrdinka je dánského původu. Robert Redford se původně pokoušel hrát britskou angličtinou, protože Denis Finch-Hatton byl Angličan, ale režisér usoudil, že Redford je příliš velkou americkou ikonou a diváci by mu nevěřili a nechal repliky přemluvit. Klaus Maria Brandauer je rakouský herec a svoji angličtinu nijak neřešil.
Náčelníka Kikujů hrál vnuk náčelníka Kinanjui, který je postavou zmiňovanou v knize.

## Natáčení
Natáčení se potýkalo s řadou technických potíží způsobených africkým podnebím.
Aby bylo možné vůbec přijatelně podat pleťové tóny, exteriéry se přicloňovaly plátěnými přístřešky a točily se často v protisvětle, někdy i vědomě nelogicky - oba rozmlouvající tváří v tvář mají světlo v zádech. Pro natáčení exteriérů pod africkým sluncem se používal vysoce citlivý film Agfa, který má měkčí podání. Interiéry se naopak natáčely na málo citlivý film Kodak, který zvyšoval kontrast a měl krásné podání černí. Při barevných korekcích pak bylo nutné barevné podání obou materiálů uvést do souladu.
Tehdy novátorské bylo také svícení denních interiérů - reflektory nebyly v místnosti, ale svítily přes okno jako přirozené světlo.
Vánoční komparzy se točily v období dešťů, takže nebylo možné dostat účinkující na plac, aniž by si zablátili nohy. Proto jsou tyto scény snímány často zblízka, aby nohy zůstaly mimo záběr.
Pro natáčení bylo třeba vybudovat prakticky celé historické Nairobi i farmu s vyzázenými kávovníky v nejrůznějších stádiích růstu, aby bylo možné zachytit míjení času.
Samostatnou kapitolou je natáčení se zvířaty. Lev útočící na dobytče měl ostříhané drápy a musel být trochu nakrmen, aby měl zájem zaútočit, ale dal se ještě odehnat. Vzdálenost mezi herečkou a lvem byla zkrácena dlouhým ohniskem objektivu a mimo záběr čekalo několik asistentů s hasicími přístroji, aby v případě nutnosti lva odehnalo.
Také scéna, kdy vysadí motor auta uprostřed stáda buvolů byla náročná k zabezpečení všech zúčastněných.
Mnoho přírodních záběrů se natáčelo v rezervaci Masai Mara.